# Carlos Negreira Souto
Carlos Negreira Souto (n. Río de Janeiro el 16 de julio de 1960) es un político español militante del PPdeG. Es presidente del Partido Popular en la provincia de La Coruña y fue alcalde de la ciudad de La Coruña entre 2011 y 2015.

## Trayectoria
Hijo de emigrantes asentados en Brasil, nació en Río de Janeiro retornando con su familia a España con 3 años de edad. Es licenciado en Derecho por la USC. Fue diputado en el parlamento de Galicia en diferentes legislaturas, siempre bajo las siglas del Partido Popular. Ha ocupado distintos cargos en áreas de gobierno como la Consejería de Economía y Hacienda, entre los años 1988 y 1992, la Consejería de Sanidad desde 1992 hasta 1996 o, también como director de Recursos Humanos de Aena, en 1999. Ostentó así mismo un cargo de responsabilidad en Correos, además de haber sido presidente de Portos de Galicia.
Hasta 2011 se ha ocupado de la presidencia provincial del PPdeG por la provincia de La Coruña y fue portavoz parlamentario de su grupo en el ayuntamiento de La Coruña. En las elecciones municipales de 2011 su partido ganó la alcaldía de La Coruña, ciudad en la que Negreira se presentaba como candidato, alcanzando por primera vez mayoría absoluta sumando más de 14.000 votos suplementarios respecto a 2007; con lo que su grupo pasó de 10 a 14 concejales.

## Cargos desempeñados
Presidente de Windone Advisors. Desde 2016
Con anterioridad:
- Presidente del Partido Popular de la Provincia de La Coruña
- Alcalde del Ayuntamiento de La Coruña
- Presidente de Portos de Galicia
- Director de Estrategia y Desarrollo de la Sociedad Estatal de Correos y Telégrafos S.A.
- Director corporativo de Organización y Recursos Humanos en AENA
- Director de los Servicios Jurídicos de La Voz de Galicia
- Director general de Recursos Humanos del Servicio Galego de Saúde
- Jefe del Servicio Técnico Jurídico de la Consejería de Economía e Facenda
- Asesor técnico y coordinador de Inversiones de la Consejería de Economía e Facenda